# Andilla
Andilla település Spanyolországban, Valencia tartományban. Andilla Llíria, Alcublas, Sacañet, Villar del Arzobispo, Higueruelas, Calles, Chelva, La Yesa és Abejuela községekkel határos. Lakosainak száma 324 fő (2024).

## Népesség
A település lakosságának változását az alábbi diagram mutatja:
| Lakosok száma | 431  | 384  | 325  | 316  | 405  | 364  | 322  | 319  | 316  | 324  |
|               | 2001 | 2004 | 2007 | 2009 | 2012 | 2014 | 2017 | 2019 | 2022 | 2024 |